# WienTourismus
Der WienTourismus ist die Destinationsmarketing- und -managementorganisation der Stadtgemeinde bzw. des Bundeslandes Wien. In Bezug auf Österreichs Tourismusmarketingstruktur ist der Verband eine der neun Landestourismusorganisationen, die mit der für das gesamtösterreichische Marketing zuständigen Österreich Werbung zusammenarbeiten, ihr aber nicht angehören. Die Organisation besteht seit 1955.

## Gesetzliche Grundlage
Tourismus ist in Österreich, da er in der Bundesverfassung nicht als Bundeskompetenz erwähnt wird, eine Materie in der Kompetenz jedes einzelnen Bundeslandes. Wien hat in seiner Eigenschaft als Land 1955 das Wiener Fremdenverkehrsförderungsgesetz beschlossen, das heute als Wiener Tourismusförderungsgesetz (WTFG) bezeichnet wird.
Dieses Landesgesetz bestimmte die Errichtung des Fremdenverkehrsverbandes für Wien, wie der Verband ursprünglich genannt wurde (sein Büro hieß bis 1972 Fremdenverkehrsstelle der Stadt Wien). Später wurde der Verbandsname zu Wiener Fremdenverkehrsverband vereinfacht und 1992 der Begriff Fremdenverkehr durch Tourismus ersetzt.
Der Verband ist eine öffentlich-rechtliche Körperschaft, kein privatrechtlicher Zusammenschluss. Der Begriff „Verband“ wird im Gesetz nicht im vereinsrechtlichen Sinn (wie z. B. beim Verband Alpiner Vereine Österreichs) verwendet. Der Wiener Tourismusverband hat keine Mitglieder.
Das Gesetz bestimmt weiters die Organe, die Aufgaben und die Finanzierung des Verbandes.

## Organe

### Präsident
An der Spitze steht eine Präsidentin oder ein Präsident, von der Landesregierung vorgeschlagen und von der Tourismuskommission gewählt:
- Hans Mandl, 1955–1966
- Gertrude Fröhlich-Sandner, 1966–1984
- Hans Mayr, 1984–1997 (trat 1994 als Stadtrat zurück, hatte sich aber ausbedungen, anstelle seines Nachfolgers Rudolf Edlinger Präsident des Verbandes zu bleiben)
- Brigitte Ederer, 1997–2000
- Sepp Rieder, 2000–2007
- Renate Brauner, 2007–2018[2]
- Peter Hanke, 2018–2025
- Barbara Novak, seit 2025

Seit Bestehen des Verbandes haben das Präsidentenamt (ausgenommen 1994–1997 und Mai / Juni 2018) stets amtsführende Stadträte innegehabt; bis 1984 die jeweilige Kultur- bzw. Bildungsstadträtin, seit 1984 der jeweilige Finanz- und Wirtschaftsstadtrat.
Der Präsident ist politisch verantwortlich und gegenüber dem Geschäftsführer bzw. der Geschäftsführerin und allen Angestellten des Verbandes weisungsbefugt, fungiert aber de facto wie ein Aufsichtsratsvorsitz und lässt sich vom Geschäftsführer bzw. von der Geschäftsführerin über den Fortgang der Verbandstätigkeit berichten. Diese konnte unter dem Präsidenten Hans Mayr stark ausgeweitet werden.

### Tourismuskommission
Das aus dem Präsidenten bzw. der Präsidentin und 17 Mitgliedern bestehende Gremium ist der Aufsichtsrat des Verbandes. Er beschließt grundsätzliche Richtlinien der Arbeit und das Budget. 14 Mitglieder werden von der Landesregierung nach dem Stärkeverhältnis der in der Landesregierung vertretenen Parteien bestellt; je ein Mitglied wird von den öffentlich-rechtlichen Interessenvertretungen Wirtschaftskammer Wien, Kammer für Arbeiter und Angestellte in Wien und Wiener Landwirtschaftskammer entsandt. Zwei Mitglieder der Tourismuskommission werden von ihr zu Vizepräsidenten des WienTourismus gewählt; derzeit sind dies:
- Markus Grießler, Obmann der Sparte Tourismus und Freizeitwirtschaft in der Wirtschaftskammer Wien
- Katharina Weninger, Landtagsabgeordnete und Gemeinderätin

In der Tourismuskommission wurden in den letzten drei Jahrzehnten, ihrer politischen Besetzung zum Trotz, nur einstimmige Beschlüsse gefasst.
Die Tourismuskommission hat das Recht, zur Beratung spezieller Themen Fachausschüsse einzusetzen, deren Mitglieder der Tourismuskommission nicht angehören müssen. Derzeit bestehen zwei Fachausschüsse:
- Klassifizierung der Wiener Beherbergungsbetriebe (Vorsitz: Brigitte Weiss)
- Kongressförderung (Vorsitz: Alena Sirka-Bred)

### Geschäftsführung
Der Geschäftsführer trug bis 1972 den Titel Generalsekretär, ab 1973 wurde er als Landesfremdenverkehrsdirektor bezeichnet. Seit 1992 wird die Bezeichnung Tourismusdirektor verwendet.
Als Geschäftsführer fungierten bzw. fungiert:
- Bruno Kohl, 1955–1957
- Walter Minarz, 1957–1972
- Helmut Krebs, 1973–1991
- Karl Seitlinger, 1991–2007
- Norbert Kettner, seit 1. September 2007

Die Geschäftsführung ist im Rahmen des von der Tourismuskommission auf Vorschlag des Präsidenten bzw. der Präsidentin und des Geschäftsführers beschlossenen Jahresbudgets für den gesamten Geschäftsbetrieb des Verbandes verantwortlich. Sie hat tourismuspolitisch bedeutende Fragen mit dem Präsidenten bzw. der Präsidentin und der Tourismuskommission abzustimmen und nach deren Grundsatzbeschlüssen vorzugehen.

### Rechnungsprüfer
Als Rechnungsprüfer fungierte bis 2010 gesetzlich der Stadtrechnungshof, bis 2013 Kontrollamt der Stadt Wien genannt. Seit 24. September 2010 hat die Tourismuskommission gemäß § 8 Wiener Tourismusförderungsgesetz (WTFG) die Pflicht, auf Vorschlag von Präsident bzw. Präsidentin und Geschäftsführung einen staatlich befugten Wirtschaftsprüfer mit der jährlichen Rechnungsprüfung zu beauftragen. Der Verband lässt seine Gestion überdies steuerrechtlich prüfen, unterliegt aber nicht der Einkommensteuer. Der Verband unterliegt gemäß § 8a WTFG außerdem weiterhin der Kontrolle durch den Stadtrechnungshof, die nun aber nicht mehr jährlich stattfindet.

## Organisationsstruktur
Der Verband hatte seinen Sitz 1957–1973 im 1. Bezirk, Stadiongasse 6–8, und 1973–1991 im 9. Bezirk, Kinderspitalgasse 5. 1991–2014 domizilierte er im Palais Grassalkovics im 2. Bezirk, Obere Augartenstraße 40, gegenüber dem Haupteingang des Augartens. Das Vienna Convention Bureau und das Team Wien-Hotels & Info waren in der Dependance Untere Augartenstraße 38 untergebracht.
Der Verband nahm am 1. Juli 2014 den Betrieb am neuen Bürostandort im 3. Bezirk, Invalidenstraße 6, Ecke Landstraßer Hauptstraße, in unmittelbarer Nachbarschaft des Bahnhofs Wien Mitte auf.
Der Wiener Tourismusverband ist in fünf Abteilungen und eine Stabsstelle gegliedert:
- Stabsstelle Corporate Public Relations

Fünf Abteilungen:
- B2B Management
- Brand Management
- Destinationsmanagement
- Kaufmännische Services
- Medienhaus

Der WienTourismus beschäftigt insgesamt 142 Personen (124,88 Vollzeitäquivalente), davon 72,83 % Frauen. (Stichtag 1. Jänner 2025)

## Aufgabenbereich
Laut § 3 Wiener Tourismusförderungsgesetz hat der Verband folgende Aufgaben:
- Tourismusförderung in Wien
- Interessenvertretung des Landes Wien auf dem Gebiet des Tourismus

Insbesondere nennt das Gesetz:
- touristisches Destinationsmarketing
- Bereitstellung von Informationen an potentielle und an in Wien anwesende Gäste
- Mitwirkung bei allen den Tourismus erheblich berührenden Maßnahmen des Magistrats (der WienTourismus wird quasi als Sachverständiger einbezogen)
- Mitwirkung bei der Vorsorge für zeitgemäße Tourismuseinrichtungen
- Förderung und Durchführung einschlägiger gesellschaftlicher Veranstaltungen
- Förderung des Verständnisses der Bevölkerung für den Tourismus und seine wirtschaftliche Bedeutung
- Förderung des Wiener Kongresswesens
- Bereitstellung von Statistiken und Tourismus- bzw. Marktforschungsergebnissen für Wiener Tourismusbetriebe und -einrichtungen

In der Praxis befasst sich der WienTourismus nicht mit der direkten Förderung einzelner Tourismusbetriebe (etwa durch Zuschüsse für Hotelinvestitionen) oder der Mitfinanzierung einzelner Kulturveranstaltungen.

### „Optimum Tourism“: Die Weiterentwicklung von Wiens Visitor Economy Strategie
Im April 2025 präsentierte der WienTourismus seine aktualisierte Visitor Economy Strategie. Mit dem Titel „Optimum Tourism“ steht die Weiterentwicklung von Wiens Visitor Economy Strategie mehr denn je für gutes Wachstum und ein Ausbalancieren der Bedürfnisse von Einheimischen und Gästen. 
Ziel ist ein Wachstum, das die Qualitäten der Stadt stärkt und nicht abnutzt. Die Strategie basiert auf Eckpfeilern, um Tourismus optimal zu gestalten, die in drei Hauptzielen zusammengefasst werden: Der "Sweet Spot" bezeichnet den Optimal-Bereich der Zustimmung von Bevölkerung und Besucher:innen – Ziel dabei ist, die Balance zu halten. Die Tourismus-Strategie fokussiert außerdem auf sogenannte "Wunschgäste": Zwei Drittel der Gäste sollen künftig diesem Idealbild entsprechen: Als Freizeitgast fragen sie Kunst und Kultur nach, als Geschäftsreisender besuchen sie insbesondere Kongresse oder Firmentagungen, als Luxusgäste konsumieren sie im High-End-Bereich.
Das dritte Ziel lautet: Mindestens eine von zehn Nächtigungen in Wien soll – langfristig stabil – aus dem Tagungssegment kommen. Denn Gäste, die für Meetings anreisen, fügen sich nahtlos ins Gefüge der Stadt ein und konsumieren hochwertig. Um diese Ziele zu erreichen unddas qualitätsvolle Wachstum zu erhalten, wendet der WienTourismus das Prinzip des Destination Stewardships an, mittels dessen Stadtverwaltung, Hotellerie, Gastronomie, Kultur- und Freizeitbetrieben, Meetingindustrie und vieleweitere Playerder Visitor Economy Herausforderungen auf der jeweiligen Entscheidungsebene angehen. Entscheidungen werden dabei transparent anhand von standardisierten und öffentlich einsehbaren Kennzahlen getroffen.
Seit April 2025 ist Wien daher Mitglied des „UN Tourism International Network of Sustainable Tourism Observatories“ (INSTO). Dabei handelt es sich um einen Zusammenschluss von Institutionen, vielfach auf Destinationsebene, die Tourismusentwicklungen laufend und zeitnah anhand von Daten und Kennzahlen beobachten, seine wirtschaftlichen, ökologischen und sozialen Auswirkungen analysieren, transparenten Austausch forcieren und den Weg zu mehr Nachhaltigkeit gemeinsam gehen wollen. Wiens „Sustainable Destination Observatory“ nach den Leitlinien der Welttourismusorganisation bildet das Herzstück der Zusammenarbeit aller Akteur:innen am Standort – und darüber hinaus. Es ist der Kompass, auf dem die strategischen Aktivitäten des WienTourismus fußen.

### Destinationsmanagement: Strategische Entwicklung der Destination
Destinationsmanagement bedeutet, die Vernetzung lokaler Partner gezielt voranzutreiben, die Bewohner der Stadt als Zielgruppe einzubeziehen und die wichtigen strategischen Herausforderungen der Zukunft des Städtetourismus aktiv anzugehen. Die Visitor Economy Strategie benennt drei zentrale Handlungsfelder, die der WienTourismus in den kommenden Jahren zusammen mit der Wiener Tourismuswirtschaft bzw. Visitor Economy vorantreiben wird:
- Place Making & Place Marketing: Neue spannende Ziele innerhalb der Destination sollen für Gäste zusätzliche Anziehungspunkte schaffen und dazu beitragen, die positiven Effekte der Visitor Economy noch besser in der Stadt zu streuen.
- Meeting Destination Vienna: Die Kongress- und Business Events Industry, schon heute eines der erfolgreichen Vorzeigesegmente der Wiener Visitor Economy, soll künftig noch mehr zum Hebel für die internationale Sichtbarkeit und Wettbewerbsfähigkeit des Wirtschaftsstandorts Wien werden.
- Smart Solutions: Die Wiener Visitor Economy bekennt sich zu einem sorgsamen und nachhaltigen Umgang mit den natürlichen Ressourcen und entwickelt smarte Lösungen, damit die Destination auch für die kommenden Generationen von Besuchenden wie Bewohnenden jene Lebensqualität bietet, die Wien auszeichnet.

Aufgabe der ganzen Stadt bzw. aller „Stakeholder“ ist im weiteren Sinn die „Produktgestaltung“ mit dem Ziel, dass Wien liebenswert für Premium-Besuchende, lebenswert für Bewohnende und profitabel für Unternehmende bleibt. Vor allem sind hier neue Angebote (2001: Museumsquartier Wien, 2003: Albertina, 2004: Sisi-Museum, 2006: Theater an der Wien als drittes Opernhaus Wiens und Mozarthaus Vienna, 2011: 21er Haus, 2013: Wiedereröffnung der Kunstkammer des Kunsthistorischen Museums, das für Kunst adaptierte Stadtpalais Liechtenstein, neues Musikzentrum „MuTh“ der Wiener Sängerknaben) und attraktive Veranstaltungen (vom „Eistraum“ bis zum „Silvesterpfad“), aber auch Fußgängerwegweiser zu wichtigen Sehenswürdigkeiten oder Aufschriften und Durchsagen auf Englisch wichtig.

### Destinationsmarketing
Im Destinationsmarketing richtet sich der WienTourismus an jene Zielgruppen, die den größten Beitrag zur Erreichung der in der Visitor Economy Strategie definierten Ziele leisten. Der Fokus der Marketingaktivitäten liegt auf zwölf internationalen Märkten: In Europa Deutschland, Großbritannien, Spanien, Frankreich, die Schweiz und Italien, außerhalb Europas die USA, Kanada, die arabischen Länder (GCC-Länder), China, Japan und Südkorea. Tendenziell werden Investitionen im B2B-Bereich (z. B. bei touristischen Messen) zurückgenommen, während der B2C-Bereich – vor allem 360°-Kommunikation inkl. Onlinemarketing und Social Media – verstärkt wird. Laut Gästebefragungen sind nach den Reisetipps von Freunden, Verwandten und Bekannten Informationen aus dem Internet die wichtigste Quelle für Reiseimpulse und Reiseentscheidung.
Themenjahre wie Joseph Haydn (2009), Gustav Mahler (2010/2011), Gustav Klimt (2012), 150 Jahre Wiener Ringstraße (2015), Wiener Moderne (2018), Capital of Music (2020), 150 Jahre Wiener Weltausstellung (2023) und vieles mehr sind Teile umfassenden Destinationsmarketings.
In der internationalen Marktbearbeitung konzentriert der WienTourismus seine Aktivitäten darauf, jene potentiellen Wien-Reisenden zu identifizieren und anzusprechen, die für die Qualitätsdestination Wien mit ihrem Premium-Angebot und ihrem Anspruch auf eine nachhaltige Entwicklung begeistert werden können und durch ihre kulturelle Diversität und mit ihrem Verhalten zu den Qualitäten der Stadt beitragen. Auf Basis definierter Qualitätskriterien wurde eine Schnittmenge aus jenen Zielgruppen, für die Wien als Reiseziel besonders relevant ist, und jenen, die den Qualitätskriterien entsprechen, gebildet, die entweder direkt oder über Multiplikatoren angesprochen werden. Im Rahmen der Limbic Types sind dies „Offene“ und „Performer“ sowie darüber hinaus die Spezialsegmente Luxus und Business.

#### B2C-Marketing
Ziel des B2C-Marketings ist es, die Marke Wien in den Köpfen der Zielgruppe zu verankern und so potenzielle Gäste für eine Reise nach Wien zu begeistern. Dies passiert über 360°-Kommunikationskampagnen ebenso wie datengetriebene Ansprache über digitale Kanäle sowie persönliche Kommunikation und Inspiration in Social Media. Während in der Vergangenheit Out-Of-Home-Werbung oder Inserate in Zeitungen und Zeitschriften geschaltet, Auftritte bei Veranstaltungen (wie dem Londoner Gourmetfestival oder der Design Week in Tokio) organisiert oder Produktplatzierung (z. B. ein Wien-Gewinnspiel auf Hunderttausenden Schokokekspackungen in Spanien oder bei einer Kreditkartenwerbung einer tschechischen Bank) vorgenommen wurde, konzentriert sich der WienTourismus im B2C-Marketing aktuell auf kanalübergreifende Kampagnen mit einem Online-Schwerpunkt. Viele der Kampagnen verbinden dabei die analoge mit der digitalen Welt, z. B. die Kampagnen #DerKunstihreFreiheit anlässlich des Gedenkjahres zur Wiener Moderne 2018, „Unrating Vienna“ oder „Wien sehen – nicht #Wien“. Dabei setzt der WienTourismus oft auf neue Technologien, für die er hochwertigen Content erstellt, z. B. ein Hörspiel über das Leben Ludwig van Beethovens mit Musik der Wiener Symphoniker für Amazon Echo und Google Home im Themenjahr „Capital of Music“ 2020 anlässlich des 250. Geburtstags des Komponisten. Auf ausgewählten Märkten werden außerdem Kampagnen mit den Home Carriern Austrian Airlines und ÖBB, aber auch Bahnbetreibern aus Deutschland (DB) und der Schweiz (SBB) gestaltet.
Hausinterne produziert und kreiert der WienTourismus Content für die auf zwölf Sprachen (darunter Chinesisch und Japanisch) betriebenen Webseiten, Social-Media-Kanäle auf Facebook (auf Deutsch und Englisch), Instagram, TikTok, YouTube und Pinterest sowie die chinesischen Kanäle WeChat, Weibo und „Xiaohongshu“ („Little Red Book“). Auch werden im WienTourismus Inhalte für die regelmäßig erscheinenden Printproduktionen (z. B. das 2020 erstmals erschienene Magazin „Vienna Intl.“) sowie für die Destinations-App ivie, die 2020 veröffentlicht wurde, erstellt.

#### B2B-Marketing
Im B2B-Marketing arbeitet der WienTourismus mit den führenden Reiseveranstaltern (tour operators) auf den definierten Herkunftsmärkten, damit Wien im Angebot der wichtigsten Reisebüroketten und OTA (Online Travel Agency) entsprechend vertreten ist. Dazu stehen die Experten des WienTourismus in ständigem Kontakt mit diesen Unternehmen und halten z. B. Webinare, laden Produktmanager von Reiseveranstaltern nach Wien ein oder absolvieren Verkaufsgespräche. Der „Vienna Experts Club International“ ist ein Service- und Ausbildungsprogramm für die weltweite Reiseindustrie zur Gewinnung und Bindung von Multiplikatoren und Entscheidungsträgern. Der internationale Club umfasst derzeit rund 17.000 Mitglieder in etwa 90 Ländern. Die Bedeutung der klassischen Reisebranche ist tendenziell leicht rückläufig, da immer mehr Menschen das Internet nicht nur als Lieferant für Reiseideen und als Informationsquelle, sondern auch als Buchungswerkzeug nützen. Am wichtigsten ist die Branche für Wien nach wie vor in den weiter entfernten, anderssprachigen und zum Teil visapflichtigen Quellmärkten.
Im Rahmen seines sogenannten Air Service Development und Rail Service Development arbeiten die Experten des WienTourismus mit internationalen Fluglinien und Bahnbetreibern zusammen. Durch B2B-Marketing bearbeitet der WienTourismus außerdem die Zielgruppe Luxus und konzentriert sich in diesem Segment auf UHNWI und HNWI. Für das Marketing bei Kongressveranstaltern und Meeting Planners siehe Vienna Convention Bureau.
Die Website b2b.wien.info ist Serviceplattform für Reisebüros und Reiseveranstalter auf Deutsch und Englisch. Mit seinen B2B-Zielgruppen bleibt der WienTourismus über die Social-Media-Kanäle auf LinkedIn und Twitter (Deutsch und Englisch) mit B2B-Content in Kontakt.

#### Medienarbeit
Medienarbeit zählt wie Informationstätigkeit zu den Basisaufgaben einer Tourismusorganisation. Pro Jahr werden vom WienTourismus rund 1.000 Medienvertreter registriert und betreut. Die Berichterstattung der Medien über das touristische Wien ist seit vielen Jahren oft prominent und für die Wiener Tourismusbranche zumeist erfreulich. Themen-, Gedenk- und Jubiläumsjahre sind für die mediale Berichterstattung sehr nützlich: Das „Sissi-Jahr“ 1998 zum 100. Todestag von Kaiserin Elisabeth war ebenso wie das Mozart-Jahr 2006 (250. Geburtstag des Komponisten) oder das Gedenkjahr 2018 zur Wiener Moderne mit besonders viel Wien-Berichterstattung verbunden.

### Vienna Convention Bureau
Das Vienna Convention Bureau besteht seit 1969. Da der Tourismusverband damals die nötigen Mittel für das Tagungsmarketing nicht aus dem Ertrag der Ortstaxe aufbringen konnte, wurde das Kongressbüro lang paritätisch von Stadtverwaltung und Wirtschaftskammer Wien finanziert. Um den Geldgebern die direkte Aufsicht über diesen Geschäftsbereich zu ermöglichen, richtete die Tourismuskommission den Fachausschuss Kongressförderung ein, in dem die Geldgeber vertreten sind. Der Fachausschuss befindet bis heute über vorgeschlagene Tagungssubventionen.
Das Tagungsbüro hat seine Kundendaten seit Anfang der siebziger Jahre per EDV gespeichert und verwaltet und war damit der erste computerisierte Bereich des WienTourismus. In der entstandenen elektronischen Datenbank wird das Kundenverhalten seit Jahrzehnten dokumentiert; aus der Analyse der einzelnen Datensätze lassen sich Anhaltspunkte für künftige Entscheidungen von Kongressveranstaltern und damit Hinweise für erfolgreiches Kongress- und Tagungsmarketing gewinnen.
Das Vienna Convention Bureau betreibt weltweites Marketing für Kongresse, Firmentagungen, Anreiz- und Belohnungsreisen (Incentives) und Messen in Wien (80 % des Umsatzes entfallen auf zumeist wissenschaftliche Tagungen, 20 % auf Firmengeschäft.) Dabei geht es darum, Entscheidungsträger möglichst frühzeitig vor dem von ihnen geplanten Termin der Veranstaltung auf die Vorteile aufmerksam zu machen, die sie haben, wenn sie die Veranstaltung in Wien abhalten. Zum Tagungsmarketing gehören Präsentationen bei den Entscheidungsträgern, Einladungen dieser zu so genannten „Inspection Visits“ in Wien, die Vorstellung Wiens bei der zuvor abgehaltenen Tagung des Veranstalters und die detaillierte, nicht auf Gewinnabsicht gerichtete Beratung des Veranstalters über konkret geeignete Veranstaltungsorte und potentielle Geschäftspartner in Wien (vom Dolmetschservice bis zur Gestaltung eines Galaabends).
Das Tagungsbüro des WienTourismus übt keinerlei kommerzielle Funktionen aus. Es übergibt erfolgreich akquirierte Projekte, wenn der Veranstalter will, einem von diesem ausgewählten „Professional Congress Organiser“ (PCO) in Wien (zumeist ein Reisebüro mit Kongressabteilung), der den Veranstalter von der Buchung gewünschter Leistungen bis zur Budgetplanung und Buchhaltung der Tagung entlasten kann. (Einige Tagungsveranstalter legen aber Wert darauf, diese Tätigkeiten selbst auszuüben.)
Erster Kongressrepräsentant im WienTourismus war Ernst Rahofer (später Geschäftsführer des Festspiel- und Kongresshauses in Bregenz). Ihm folgte 1971 Alexander Pfann nach, der 1982 die Kurdirektion in Baden bei Wien übernahm. Nächster Leiter war Leopold Saul, 1990 gefolgt vom 2019 in den Ruhestand getretenen Leiter Christian Mutschlechner, der zweimal zum Präsidenten der International Congress and Convention Association (ICCA) gewählt wurde. Von 2019 bis März 2024 war Christian Woronka  Leiter des Kongressbüros im WienTourismus, ihm folgte Anita Paic.
Aktuelle Daten zum Tagungsgeschäft siehe Kongresstourismus in Wien.

### Services für die Wiener Tourismusbranche
Seit der Präsentation der Wiener Visitor Economy Strategie 2025 spricht der Wien Tourismus nicht mehr von der Tourismusbranche, sondern umfassender der Visitor Economy, die über die klassischen touristischen Anbieter hinaus z. B. auch Einzelhandel, Gastronomie oder den Freizeit- und Erlebnissektor einbezieht.
Mit seinem internationalen Know-how unterstützt der WienTourismus die touristischen Leistungsträger bei der Entwicklung neuer Produkte und Angebote und stellt die Ergebnisse seiner umfangreichen Markt- und Trendforschung zur Verfügung. Über den „Vienna Experts Club“ organisiert der WienTourismus kostenlose Weiterbildungsangebote für Mitarbeiter von Wiener Hotels und Incoming-Reisebüros, um deren Wissen über das touristische Produkt Wien laufend zu erweitern. Seit seiner Gründung haben rund 25.000 Mitglieder an über 400 Club-Veranstaltungen teilgenommen. Ebenso organisiert der WienTourismus regelmäßige Branchenveranstaltungen zu verschiedenen Themen und die jährliche Wiener Tourismuskonferenz.
Die Website b2b.wien.info ist Serviceplattform für die Wiener Visitor Economy. Es werden regelmäßig E-Mail-Newsletter an interessierte Vertreter der gesamten Tourismusbranche verschickt und Service-Informationen auf LinkedIn und Twitter veröffentlicht.

### Services für (potentielle) Gäste und Bewohner der Stadt

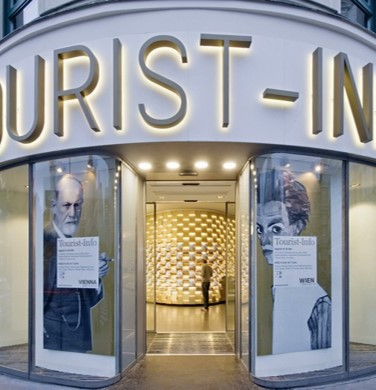
Tourist-Info am Albertinaplatz

Bis zu einer Million Menschen nutzen im Jahr die Services des WienTourismus: In der zentralen Tourist-Info im Stadtzentrum (1., Albertinaplatz, Ecke Maysedergasse) erhalten Gäste persönliche Auskunft in zehn sowie Informationsunterlagen in 8 Sprachen, zudem können sie bei einem kommerziellen Partner Tickets für Kulturveranstaltungen und Sightseeing-Touren kaufen. Außerdem betreibt der WienTourismus seit 2012 eine Tourist-Info auf der Ankunftsebene im Terminal 3 des Flughafens Wien. In den warmen Monaten sind darüber hinaus vier mobile Tourist-Infos – Lastenfahrräder im Wien-Design – im Einsatz. Das Servicezentrum Wien-Hotels & Info bearbeitet Anfragen per E-Mail, Telefon und Social Media und führt Hotelbuchungen durch. Hier werden auch einlangende Gästebeschwerden bearbeitet.
Seit den 1970er Jahren an der West- und der Südeinfahrt (und kurze Zeit auch an der Nordeinfahrt) der Stadt geführte Informationsstellen für Autofahrende sind nach Verbreitung von Internet und Mobiltelefonie obsolet geworden und wurden daher 2001 geschlossen.
Vienna City Card
Seit 1995 bietet der WienTourismus mit der Vienna City Card eine offizielle Gästekarte an. Sie bietet mehr als 200 Preisvorteile in Hotels, Restaurants und bei Sehenswürdigkeiten sowie die Nutzung des gesamten öffentlichen Verkehrsnetzes in der Zone 100 für 72, 48 bzw. 24 Stunden. Außerdem bietet die Vienna City Card seit 2022 mindestens 20 % Ermäßigung auf Touren und in Hotels sowie in den Bereichen Musik & Theater, Freizeit & Sport, Einkaufen sowie Kulinarik & Nightlife. Ergänzend können Transfers vom und zum Flughafen sowie Hop-on/Hop-off-Touren gebucht werden. Nach Prüfung durch den Verein für Konsumenteninformation wurde Wiens offizielle Gästekarte 2022 für ihre umweltfreundlichen Mobilitätsangebote mit dem Österreichischen Umweltzeichen – dem unabhängigen Gütesiegel für Umwelt und Qualität – ausgezeichnet. Seither können auch nur mehr jene Hotels Angebotspartner der weltweit ersten zertifiziert „grünen“ Gästekarte werden, die mit dem Österreichischen Umweltzeichen oder einem vergleichbaren, international anerkanntem Umweltzertifikat ausgezeichnet sind. Ebenfalls seit 2022 ist die offizielle City Card der Stadt auch an über 50 Verkaufsstellen bei ÖBB und Westbahn in Österreich und Deutschland erhältlich – zusätzlich zu den beiden Tourist-Infos, in ausgewählten Hotels, Verkaufsstellen der Wiener Linien, im Onlineshop des WienTourismus sowie in der Destiantions-App des WienTourismus „ivie“.

#### „Wien – eine Stadt stellt sich vor“

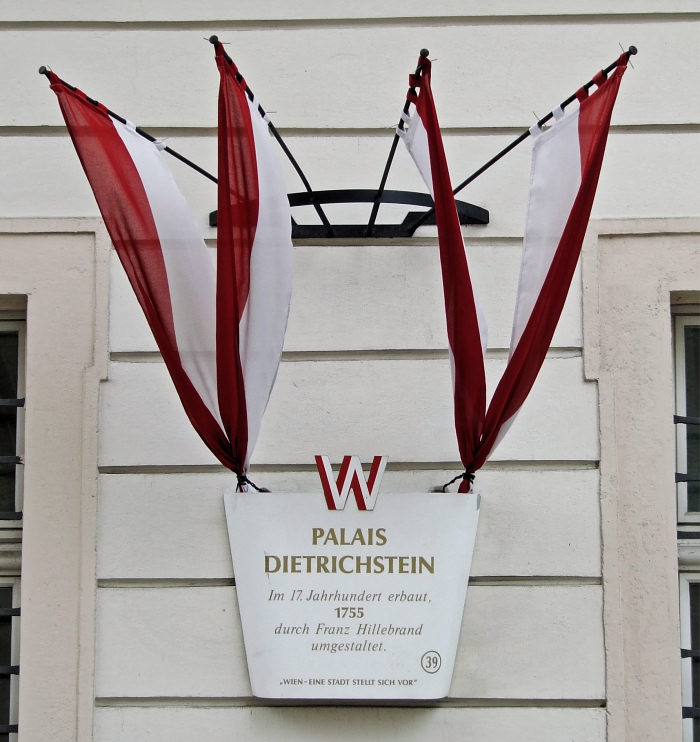
Informationstafel „WIEN – EINE STADT STELLT SICH VOR“ (Nr. 39) am Palais Dietrichstein

Die Idee, die Vielfalt an Sehenswertem deutlich zu machen, wurde bei den Wiener Festwochen 1956 vom Festwochenverein realisiert. Dutzende Bauten trugen, wie in einer Freiluftausstellung, Tafeln der Aktion „Wien – eine Stadt stellt sich vor“. Die nummerierten charakteristischen Tafeln, deren Grunddesign bis heute verwendet wird, tragen vier rot-weiße Fähnchen und sind dadurch für Gäste gut sichtbar. 1957 wurde die technische Betreuung der Aktion vom Fremdenverkehrsverband für Wien übernommen, inhaltlich war bis 1980 der jeweilige Denkmalschutzreferent des Kulturamtes der Stadt Wien (Gerhardt Kapner, Robert Waissenberger, Richard Denscher) verantwortlich, danach der Wiener Fremdenverkehrsverband. Er nahm nun bestehendes touristisch Relevantes neuerer Zeit in die Aktion auf wie das Sigmund-Freud-Museum, das Verkehrsmuseum Remise und das Hundertwasserhaus. Später folgten auch aktuelle Ergänzungen vom MuseumsQuartier bis zum Holocaust-Denkmal.
In die Begleitbroschüre, deren Gesamtauflage (inkl. englische Ausgabe) in die Hunderttausende ging und die von 1981 bis 2017 unter dem Titel Wien von A bis Z verkauft wurde, wurden früher bis zu „300 Bauten, Museen, Denkmäler und andere Sehenswürdigkeiten“ (Auflage Juni 1990) aufgenommen. Stärkere Bebilderung und die Konzentration aufs Wesentliche ergaben später bei gleicher Seitenzahl den Untertitel „150 Tipps zu Kunst & Genuss in der Kaiserstadt“ (nicht mehr jede Tafel schien in der Broschüre auf). Ergänzt wurde der lexikalische Teil durch den Anhang Auf den Spuren Berühmter: von Peter Altenberg bis Stefan Zweig. Die Broschüre wurde 2016 eingestellt, die meisten der vorgestellten Sehenswürdigkeiten finden sich in der Destinations-App ivie wieder.
Auf Kosten der Betreffenden werden auch Gebäude, die touristisch weniger wichtig sind, betafelt, wenn sie in die Aktion passen. Im Mai 2006 wurde zum Beispiel eine nicht nummerierte derartige Informationstafel an der Otto-Glöckel-Schule in Wien-Hietzing enthüllt, eine Gedenktafel für einen wichtigen Schulreformer des Roten Wien.
Alle neu montierten Tafeln werden seit längerem mit Text in Deutsch und Englisch versehen.

### Die Marke Wien
2016 wurde eine neue Markenstrategie entwickelt, die auf den Erkenntnissen des Neuromarketings basiert. Dabei wurde einerseits das Thema „Encouraging Enjoyment“ als Markenkern definiert, andererseits jene fünf Brand Assets – basierend auf einer umfassenden Zielgruppen-Analyse –, die vorrangig für den Erfolg der Destinationsmarke Wien ausschlaggebend sind. Der stärkste davon ist Wiens imperiales Erbe, gefolgt vom Musik- und Kulturangebot, der kulinarischen Kultur, den Aspekten der modernen, lebenswerten Metropole und der guten Balance von städtischem Ambiente und Grünraum. Auf dieser Grundlage steht auch die Werbelinie, mit der der WienTourismus seit Oktober 2016 weltweit auftritt.

### Tourismusstatistik
Aktuelle Ergebnisse
Der WienTourismus stellt auf seiner Website b2b.wien.info umfang- und detailreiche Statistiken zur Verfügung, darunter:
- Ankünfte und Nächtigungen in Wien 1
  - gegliedert nach Quellmärkten (Herkunftsländern)
  - gegliedert nach Hotelkategorien
  - Monatsergebnisse, Jahresergebnisse
- Hotellerieumsatz (berechnet aus dem Ortstaxenertrag) 1
  - gegliedert nach Hotelkategorien
  - gegliedert nach Quellmärkten 2
  - Monatsergebnisse, Jahresergebnisse
- Zimmer- und Bettenangebot der Wiener Hotellerie
  - gegliedert nach Hotelkategorien
  - Monatsangebot 2
  - Angebot zum Stichtag 31. Mai 1
- In Bau befindliche und projektierte Hotels 2

Auf der von Modul University Vienna und Österreich Werbung betriebenen Website TourMIS – Touristisches Marketinginformationssystem stellt der WienTourismus monatlich Ankunfts- und Nächtigungsergebnisse von Wien und sieben Umlandgemeinden („Greater Vienna“) aggregiert dar und ermöglicht damit einen internationalen Konkurrenzvergleich. Es handelt sich dabei um Gemeinden, die mit hoher Sicherheit Wien-Besucher beherbergen und großteils unmittelbar an Wien grenzen: Klosterneuburg, Großenzersdorf, Schwechat, Vösendorf, Perchtoldsdorf, Mödling, Brunn am Gebirge.
Im WienTourismus werden internationale Rangreihungen, die sich auf Wien beziehen und touristisch relevant sind, für Interessenten dokumentiert.

### Interessenvertretung
Der Verband vertritt die touristischen Interessen der Stadt gegenüber öffentlichen und privaten Institutionen und Personen im In- und Ausland. Dies umfasst unter anderem die Mitwirkung an Diskussionen der Österreich Werbung über die Gestaltung des weltweiten Österreich-Tourismusmarketings, an tourismusrelevanten Beratungen der Stadtverwaltung (etwa betreffend Verkehrsregelungen für Autobusse) und an Arbeitsgruppen der Sektion Tourismus und historische Bauten des Wirtschaftsministeriums (etwa zu einem Tourismuskonzept für den österreichischen Donauraum oder zu kulturtouristischen Marketingplänen) und der Bundesanstalt Statistik Österreich.
Der Geschäftsführer bzw. die Geschäftsführerin ist Mitglied der Konferenz der Landestourismusdirektoren und Vorsitzender der Arbeitsgemeinschaft Städtetourismus der Landeshauptstädte und der Bundeshauptstadt (ArGe Städte), die vom WienTourismus 1978 zur Bündelung der städtetouristischen Interessen gegründet wurde.

### Internationale Beziehungen
Der WienTourismus bzw. das Vienna Convention Bureau ist Mitglied u. a. folgender Organisationen bzw. Arbeitsgemeinschaften:
- UN Tourism Affiliate Member
- International Congress and Convention Association (ICCA)[25]
- International Gay and Lesbian Travel Association[26]
- City Destinations Alliance
- World Tourism Cities Federation, gegründet am 15. September 2012 in Peking[27][28]
- Austrian Convention Bureau
- Association Management Company Institute
- Professional Convention Management Association
- Union of International Associations (UIA)

## Budget
Vor der Pandemie wurde der Wiener Tourismusverband durch die Ortstaxe finanziert, die laut Wiener Tourismusförderungsgesetz 3,2 % des Netto-Zimmerpreises beträgt. Aufgrund des Ausbleibens der Ortstaxe während der Corona-Pandemie wurde für die Jahre 2022 bis 2026 ein Finanzierungsübereinkommen mit der Stadt Wien in der Höhe von 22 Millionen Euro abgeschlossen. Dieser Finanzierungsbeitrag ist wertgesichert. Die Mittel aus der Finanzierungsvereinbarung mit der Stadt Wien decken 2025 rund 79,6 % vom Gesamtbudget ab. Der Rest des Budgets 2025 stammt aus Sonderförderungen (z. B. Vienna Meeting Fund, Vienna Film Incentive) sowie von der Wirtschaftskammer Wien (rd. 2 %) und aus eigenen Einnahmen. Der WienTourismus erstellt jährlich einen Geschäftsbericht, indem die Bilanz, aber auch die Schwerpunkte, touristischen Kennzahlen und Marketing-Highlights der vergangenen Jahre nachzulesen sind.

### Ortstaxe
In den gewerblichen Beherbergungsbetrieben Wiens – wozu mit ihren ortsfesten Unterkünften auch Campingplätze zählen – hebt der Unternehmer bzw. die Unternehmerin auf Grund des Wiener Tourismusförderungsgesetzes (WTFG) vom Gast für jede bezahlte Nächtigung die so genannte Ortstaxe ein und führt den Ertrag einmal im Monat an die Stadtkasse ab. (Die Ortstaxe wird auf der dem Gast ausgestellten Rechnung separat ausgewiesen und unterliegt nicht der Umsatzsteuer.)
Bis zum Jahr 2020 wurde der WienTourismus aus dem Ertrag dieser Ortstaxe finanziert. Für die Jahre 2022 bis 2026 wurde ein Finanzierungsübereinkommen zwischen der Stadt Wien und dem WienTourismus abgeschlossen, um den Tourismus in Wien zu fördern.

### Sonstige Einnahmen
Rund 2 % des Budgets 2025 stammen von der Wirtschaftskammer Wien für die Subvention des Vienna Convention Bureaus. Eigene Einnahmen des Wiener Tourismusverbandes entstehen im Wesentlichen aus dem Gewinnanteil bzw. aus Provisionserlösen durch den Verkauf der Vienna City Card sowie durch den Verkauf von Inseraten in verbandseigenen Druckwerken und durch Beiträge von in- und ausländischen Kooperationspartnern für gemeinsame Marketingaktionen. Im Budget 2025 sind 7,8 % eigene Einnahmen ausgewiesen.

### Ausgabenstruktur
Die Abteilungen Destinationsmanagement, Brand Management, Medienhaus sowie B2B Management sind personalintensiv. Rund 87 % des Budgets 2025 (inkl. zugehöriger Personalkosten aus den vorhin genannten Abteilungen) fließen in das Marketing und in die damit befassten Arbeitsteams, mit dem Fokus auf die Bearbeitung ausgewählter Märkte entlang der Premium-Zielgruppe und der definierten Wien-Themen, Imagekommunikation über alle Kanäle, konstruktive Zusammenarbeit mit langjährigen Partnern der Reiseindustrie (lokal und international). Zentrale Elemente im Destinationsmanagement vor Ort sind der Dialog mit den Stakeholdern, Statistik und Marktforschung sowie die Weiterentwicklung von Wiens offizieller Destinations-App ivie und der Vienna City Card.